# Créon
Créon (gaskonsko Creon) je naselje in občina v jugozahodnem francoskem departmaju Gironde regije Nove Akvitanije. Leta 2009 je naselje imelo 4138 prebivalcev.

## Geografija
Naselje leži v pokrajini Gaskonji 24 km jugovzhodno od Bordeauxa.

## Uprava
Créon je sedež istoimenskega kantona, v katerega so poleg njegove vključene še občine Baurech, Blésignac, Bonnetan, Camarsac, Cambes, Camblanes-et-Meynac, Carignan-de-Bordeaux, Cénac, Croignon, Cursan, Fargues-Saint-Hilaire, Haux, Latresne, Lignan-de-Bordeaux, Loupes, Madirac, Pompignac, Le Pout, Quinsac, Sadirac, Saint-Caprais-de-Bordeaux, Saint-Genès-de-Lombaud, Saint-Léon, Sallebœuf, La Sauve, Tabanac in Le Tourne s 40.751 prebivalci.
Kanton Créon je sestavni del okrožja Bordeaux.

## Zgodovina
Naselbina je nastala kot srednjeveška bastida pod senešalom Akvitanije, Amauryjem III. de Craonom, v 14. stoletju.

## Zanimivosti
Créon je prva tim. kolesarska postaja v Franciji, pod vodstvom Bernarda Hinaulta nastala kot pilotski projekt v letu 2003; je del kolesarske poti vzdolž nekdanje železniške trase, ki povezuje naselji Latresne in Sauveterre-de-Guyenne.
- bastija,
- cerkev Notre-Dame de Créon.